# Oxypetalum banksii
Oxypetalum banksii är en oleanderväxtart. Oxypetalum banksii ingår i släktet Oxypetalum och familjen oleanderväxter.

## Underarter
Arten delas in i följande underarter:
- O. b. banksii
- O. b. corymbiferum